# روليت (تكساس)
روليت (بالإنجليزية: Rowlett)‏ هي مدينة أمريكية تقع في ولاية تكساس.تبلغ مساحة هذه المدينة 51.7 (كم²)،ويبلغ عدد سكانها 56199 نسمة حسب إحصاء سنة 2010 م.

## التركيبة السكانية
حدّد مكتب تعداد الولايات المتحدة بيانات التركيبة السكانية لروليت في تعداد الولايات المتحدة. في ما يلي، التركيبة السكانية حسب تعدادي 2000 و2010.

### تعداد عام 2000
بلغ عدد سكان روليت 44,503 نسمة بحسب تعداد عام 2000، وبلغ عدد الأسر 14,266 أسرة وعدد العائلات 12,353 عائلة مقيمة في المدينة. في حين سجلت الكثافة السكانية 825.5 نسمة لكل كيلومتر مربع (2,138.0/ميل2). وبلغ عدد الوحدات السكنية 14,580 وحدة بمتوسط كثافة قدره 270.5 لكل كيلومتر مربع (700.6/ميل2).
وتوزع التركيب العرقي للمدينة بنسبة 81.81% من البيض و9.01% من الأمريكيين الأفارقة و0.49% من الأمريكيين الأصليين و3.33% من الأمريكيين ذوي الأصول الآسيوية و0.06% من سكان جزر المحيط الهادئ و3.53% من الأعراق الأخرى و1.78% من عرقين مختلطين أو أكثر و8.76% من الهسبانيون أو اللاتينيون من أي عرق.
بلغ عدد الأسر 14,266 أسرة كانت نسبة 56.4% منها لديها أطفال تحت سن الثامنة عشر تعيش معهم، وبلغت نسبة الأزواج القاطنين مع بعضهم البعض 75.3% من أصل المجموع الكلي للأسر، ونسبة 8% من الأسر كان لديها معيلات من الإناث دون وجود شريك، بينما كانت نسبة 3.3% من الأسر لديها معيلون من الذكور دون وجود شريكة وكانت نسبة 13.4% من غير العائلات. تألفت نسبة 10.6% من أصل جميع الأسر من عدة أفراد يعيشون في نفس المنزل ونسبة 2.3% كانت تتألف من شخص يعيش بمفرده يبلغ من العمر 65 عاماً أو أكثر. وبلغ متوسط حجم الأسرة المعيشية 3.09، أما متوسط حجم العائلات فبلغ 3.33.
بلغ العمر الوسطي للسكان 32.8 عاماً. وكانت نسبة 33.4% من القاطنين تحت سن الثامنة عشر، وكانت نسبة 5.6% بين الثامنة عشر والرابعة والعشرين عاماً، ونسبة 36.9% كانت واقعةً في الفئة العمرية ما بين الخامسة والعشرين والرابعة والأربعين عاماً، ونسبة 18.8% كانت ما بين الخامسة والأربعين والرابعة والستين، ونسبة 4.5% كانت ضمن فئة الخامسة والستين عاماً فما فوق. يوجد لكل 100 أنثى 98.6 ذكر، ويوجد لكل 100 أنثى في الثامنة عشر من عمرها فما فوق 95.9 ذكر.
بلغ متوسط دخل الأسرة في المدينة 81,988 دولارًا، أما متوسط دخل العائلة فبلغ 83,361 دولارًا. وكان متوسط دخل الذكور 52,358 دولارًا مقابل 36,089 دولارًا للإناث. وسجل دخل الفرد الخاص بالمدينة 30,415 دولارًا. وكانت نسبة 3% من العائلات ونسبة 3.8% من السكان تحت خط الفقر، وكان من هؤلاء نسبة 5.2% تحت سن الثامنة عشر ونسبة 5.2% في الخامسة والستين من العمر وما فوق.

### تعداد عام 2010
بلغ عدد سكان روليت 56,199 نسمة بحسب تعداد عام 2010، وبلغ عدد الأسر 18,371 أسرة وعدد العائلات 15,490 عائلة مقيمة في المدينة. في حين سجلت الكثافة السكانية 1,042.5 نسمة لكل كيلومتر مربع (2,700.1/ميل2). وبلغ عدد الوحدات السكنية 18,969 وحدة بمتوسط كثافة قدره 351.9 لكل كيلومتر مربع (911.4/ميل2).
وتوزع التركيب العرقي للمدينة بنسبة 71.79% من البيض و13.38% من الأمريكيين الأفارقة و0.58% من الأمريكيين الأصليين و6.58% من الأمريكيين ذوي الأصول الآسيوية و0.03% من سكان جزر المحيط الهادئ و4.94% من الأعراق الأخرى و2.70% من عرقين مختلطين أو أكثر و16.52% من الهسبانيون أو اللاتينيون من أي عرق.
بلغ عدد الأسر 18,371 أسرة كانت نسبة 48.2% منها لديها أطفال تحت سن الثامنة عشر تعيش معهم، وبلغت نسبة الأزواج القاطنين مع بعضهم البعض 68.5% من أصل المجموع الكلي للأسر، ونسبة 11.4% من الأسر كان لديها معيلات من الإناث دون وجود شريك، بينما كانت نسبة 4.4% من الأسر لديها معيلون من الذكور دون وجود شريكة وكانت نسبة 15.7% من غير العائلات. تألفت نسبة 12.6% من أصل جميع الأسر من عدة أفراد يعيشون في نفس المنزل ونسبة 3.2% كانت تتألف من شخص يعيش بمفرده يبلغ من العمر 65 عاماً أو أكثر. وبلغ متوسط حجم الأسرة المعيشية 3.04، أما متوسط حجم العائلات فبلغ 3.31.
بلغ العمر الوسطي للسكان 36.7 عاماً. وكانت نسبة 29% من القاطنين تحت سن الثامنة عشر، وكانت نسبة 7.4% بين الثامنة عشر والرابعة والعشرين عاماً، ونسبة 27.6% كانت واقعةً في الفئة العمرية ما بين الخامسة والعشرين والرابعة والأربعين عاماً، ونسبة 28.4% كانت ما بين الخامسة والأربعين والرابعة والستين، ونسبة 7.6% كانت ضمن فئة الخامسة والستين عاماً فما فوق. وتوزع التركيب الجنسي للسكان بنسبة 49% ذكور و51% إناث.

## المناخ
يظهر الجدول التالي التغييرات المناخية على مدار السنة لروليت:
| البيانات المناخية لـروليت         | البيانات المناخية لـروليت | البيانات المناخية لـروليت | البيانات المناخية لـروليت | البيانات المناخية لـروليت | البيانات المناخية لـروليت | البيانات المناخية لـروليت | البيانات المناخية لـروليت | البيانات المناخية لـروليت | البيانات المناخية لـروليت | البيانات المناخية لـروليت | البيانات المناخية لـروليت | البيانات المناخية لـروليت | البيانات المناخية لـروليت |
| الشهر                             | يناير                     | فبراير                    | مارس                      | أبريل                     | مايو                      | يونيو                     | يوليو                     | أغسطس                     | سبتمبر                    | أكتوبر                    | نوفمبر                    | ديسمبر                    | المعدل السنوي             |
| --------------------------------- | ------------------------- | ------------------------- | ------------------------- | ------------------------- | ------------------------- | ------------------------- | ------------------------- | ------------------------- | ------------------------- | ------------------------- | ------------------------- | ------------------------- | ------------------------- |
| متوسط درجة الحرارة الكبرى °ف (°م) | 56 (13)                   | 60 (16)                   | 66 (19)                   | 75 (24)                   | 82 (28)                   | 90 (32)                   | 94 (34)                   | 95 (35)                   | 88 (31)                   | 79 (26)                   | 67 (19)                   | 57 (14)                   | 76 (24)                   |
| متوسط درجة الحرارة الصغرى °ف (°م) | 34 (1)                    | 39 (4)                    | 46 (8)                    | 54 (12)                   | 64 (18)                   | 71 (22)                   | 74 (23)                   | 74 (23)                   | 66 (19)                   | 55 (13)                   | 46 (8)                    | 36 (2)                    | 55 (13)                   |
| الهطول إنش (مم)                   | 2.45 (62)                 | 3.09 (78)                 | 3.67 (93)                 | 3.44 (87)                 | 5.17 (131)                | 4.47 (114)                | 2.02 (51)                 | 1.85 (47)                 | 3.17 (81)                 | 4.55 (116)                | 3.55 (90)                 | 3.22 (82)                 | 40.65 (1٬032)             |
| المصدر:                           |                           |                           |                           |                           |                           |                           |                           |                           |                           |                           |                           |                           |                           |

## أعلام
- فيرونيكا أفلوف